# 太平天國王號列表
太平天国的王爵共分为五个等级，一等王为永安所封的天王、东王、西王、南王、北王、翼王六人，后来干王也被晋封为一等王；二等王为各地执掌兵权统帅的英王、忠王、侍王等人；三等王为康王、堵王、听王等重要将领；四等王位居三等王之下。地位最低的王爵没有封号，统称列王。
天京事变后，洪秀全曾一度声称“永不封王”。但在后期，太平天国陆续册封各地执掌兵权的统帅以及其麾下将领为王。由于滥封王爵，王爵地位逐渐卑下。太平天国封号比较粗鄙，部分王号为投軍之前的职业，著名的有水路商贩出身的航王唐正才和曾售卖春药的挺王刘得功。
咸丰十一年（1861）后期，太平军封王者多至二千七百余人，大肆封王原因有二：其一即是对下属的猜忌而采取分权制衡；其二即是借以封王拉拢收买，但没有做到赏罚分明。

## 天王家族
- 天王洪秀全〈1851年自封，開國六王，万岁〉
- 幼天王洪天贵福
- 光王洪天光〈光王三殿下永岁〉
- 明王洪天明〈明王四殿下永岁〉

## 前期主要封王
- 东王楊秀清〈一八五一年封，開國六王，全称真天命太平天国传天父上主皇上帝真神真圣旨劝慰师圣神上帝之风雷禾乃师赎病主左辅正军师后师殿中军兼右军东王九千岁〉
  - 幼东王洪天佑〈全称殿前统领转奏左辅正军师顶天扶朝纲王五殿下幼东王九千岁〉
- 西王蕭朝貴〈一八五一年封，開國六王，全称真天命太平天国传救世主天兄基督太子圣旨圣神上帝之雨电右弼又正军师西王八千岁〉
  - 幼西王萧有和〈全称殿前賫奏节钺右弼又正军师顶天扶朝纲幼西王八千岁〉
- 南王馮雲山〈一八五一年封，開國六王，全称真天命太平天国天朝九门御林云师前导副军师殿后军南王七千岁〉
  - 幼南王萧有福〈全称殿前公议前导副军师顶天扶朝纲幼南王七千岁〉
- 北王韋昌輝〈一八五一年封，開國六王，全称真天命太平天国后护又副军师北王六千岁〉
- 翼王石達開〈一八五一年封，開國六王，全称殿前吏部又正天僚开朝公忠又副军师顶天扶朝纲翼王喜千岁〉
- 燕王秦日綱〈一八五四年封〉〈癸好三年九月，封顶天侯，甲寅四年五月封为燕王，次年革去王爵，降为顶天燕。〉
- 豫王胡以晃〈一八五四年封〉〈甲寅四年五月，以护天侯进封豫王，旋因在皖北战败，革去王爵，降为护天豫。〉
  - 幼豫王胡万胜〈全称殿前礼部正春僚顶天扶朝纲幼豫王强千岁〉

## 中后期重要封王
- 奋王羅大綱〈一八五五年歿後贈封〉〈先追封察天义，复追封奋王〉
- 抚王朱锡锟〈封剿胡侯，后追封为抚王〉
- 吴王梁立泰〈追封〉
- 王洪仁玕〈全称殿前吏部正天僚钦命文衡正总裁僚部领袖开朝精忠正军师御林兵马建天朝使兼御林苑一天使兼又正捐库征粮使顶天扶朝纲开朝王宗干王福千岁〉
- 英王陳玉成〈全称殿前吏部副天僚开朝勇忠军师顶天扶朝纲英王禄千岁〉
- 忠王李秀成〈一八五九年封〉〈全称殿前吏部又副天僚开朝真忠军师御林兵马亲提调奉旨令专征剿忠义宿卫军顶天扶朝纲忠王荣千岁〉
- 侍王李世賢〈一八六〇年封〉〈全称殿前户部又正地僚开朝正忠军师顶天扶朝纲侍王雄千岁〉
- 輔王楊輔清〈一八五八年封〉〈全称殿前户部副地僚开朝悫忠军师顶天扶朝纲辅王威千岁〉
- 贊王蒙得恩〈一八六〇年封〉〈全称殿前户部正地僚顶天扶朝纲赞王耀千岁〉
- 章王林紹璋〈全称殿前户部又副地僚顶天扶朝纲章王寿千岁〉
- 助王黄期陞〈全称殿前黜疵崇醇钦命文衡又副总裁顶天扶朝纲助王订千岁〉
- 顺王李春发〈全称殿前礼部又正春僚顶天扶朝纲顺王欢千岁〉
- 护王陈坤书〈全称殿前礼部副春僚御林兵马提征顶天扶朝纲护王悦千岁〉
- 顧王吳如孝〈全称殿前礼部又副春僚顶天扶朝纲顾王干千岁〉
- 扶王陳得才〈全称殿前兵部正夏僚顶天扶朝纲扶王强千岁〉
- 對王洪春元〈全称殿前兵部又正夏僚顶天扶朝纲对王猛千岁〉
- 勤王林启容〈全称殿前兵部副夏僚顶天扶朝纲勤王茂千岁〉
- 弼王黄得用〈全称殿前兵部又副夏僚顶天扶朝纲弼王祯千岁〉
- 補王莫仕葵殿前刑部正秋僚顶天扶朝纲补王祥千岁
- 敬王林大居殿前刑部又正秋僚顶天扶朝纲敬王遂千岁
- 畏王秦日南殿前刑部副秋僚顶天扶朝纲畏王昌千岁
- 爱王黄崇发殿前刑部又副秋僚顶天扶朝纲爱王吉千岁
- 恤王洪仁政殿前工部正冬僚顶天扶朝纲恤王利千岁
- 就王黄盛爵殿前工部又正冬僚顶天扶朝纲就王兴千岁
- 报王秦日源殿前工部副冬僚顶天扶朝纲报王隆千岁
- 顶王萧朝富殿前工部又副冬僚顶天扶朝纲顶王康千岁
- 懿王蒋有福殿前京内正总鉴顶天扶朝纲懿王禧千岁
- 信王洪仁发殿前京内又正总鉴顶天扶朝纲信王显千岁〈一八五七年封安王〉
- 勇王洪仁达殿前京内副总鉴御林兵马哥顶天扶朝纲勇王伦千岁〈一八五七年封福王〉
- 巨王洪和元殿前京内又副总鉴顶天扶朝纲巨王显千岁「洪仁發之子」
- 崇王洪利元殿前京外正总鉴顶天扶朝纲崇王显千岁「洪仁發之子」
- 元王洪科元殿前京外又正总鉴顶天扶朝纲元王显千岁『洪仁發之子』
- 长王洪瑞元殿前京外副总鉴顶天扶朝纲长王显千岁「洪仁發之子」
- 见王洪现元殿前京外又副总鉴顶天扶朝纲见王显千岁「洪仁發之子」

瑛王洪全福

- 唐王洪瑭元殿前正总铸宝顶天扶朝纲唐王显千岁「洪仁發之子」
- 同王洪同元殿前又正总铸宝顶天扶朝纲同王显千岁「洪仁發之子」
- 次王洪锦元殿前副总铸宝顶天扶朝纲次王显千岁「洪仁發之子」
- 定王洪钰元殿前又副总铸宝顶天扶朝纲定王伦千岁「洪仁达之子」
- 汉王洪釮元殿前正开矿顶天扶朝纲汉王伦千岁「洪仁达之子」
- 玕王洪绍元
- 瑛王洪全福（1836年－1904年）
- 琅王洪魁元

- 金王钟万信殿前又正总开矿顶天扶朝纲天二驸马金王「駙馬」
- 凯王黄栋樑殿前副总开矿顶天扶朝纲天四驸马凯王「駙馬」
- 捷王黄文胜殿前又副总开矿顶天扶朝纲天西驸马捷王「駙馬」
- 柬王赖桂芳殿前京内总铸宝顶天扶朝纲柬王孝千岁
- 尊王刘庆汉殿前京畿统辖顶天扶朝纲尊王裕千岁
- 善王陈观意殿前京外各省统辖顶天扶朝纲善王盛千岁
- 守王方海宗殿前番镇统辖顶天扶朝纲守王丰千岁
- 从王陈得隆殿前京内统率天军顶天扶朝纲丛王生千岁
- 奉王古隆贤殿前京外统率天军顶天扶朝纲奉王定千岁
- 保王童容海殿前东方统率天军御林兵马左提征顶天扶朝纲保王安千岁
- 相王陈藩武殿前西方统率天军顶天扶朝纲相王享千岁
- 启王梁成富殿前南方统率天军顶天扶朝纲启王宁千岁
- 沃王张乐行殿前北方统率天军顶天扶朝纲沃王谧千岁
- 导王陈仕荣殿前春季统率天军顶天扶朝纲导王升千岁
- 遵王赖文光殿前夏季统率天军顶天扶朝纲遵王幸千岁
- 听王陈炳文殿前秋季统率天军顶天扶朝纲听王豪千岁
- 堵王黄文金殿前冬季统率天军顶天扶朝纲堵王花千岁
- 循王魏超成殿前京内电察天军顶天扶朝纲循王畅千岁
- 卫王杨雄清殿前东方电察天军顶天扶朝纲卫王好千岁
- 匡王赖文鸿殿前西方电察天军顶天扶朝纲匡王名千岁
- 襄王刘官芳殿前南方电察天军顶天扶朝纲襄王声千岁
- 奏王苗沛霖殿前北方电察天军顶天扶朝纲奏王和千岁
- 请王李开芳殿前春季电察天军顶天扶朝纲请王合千岁
- 求王林凤祥殿前夏季电察天军顶天扶朝纲求王协千岁
- 祝王吉文元殿前秋季电察天军顶天扶朝纲祝王洽千岁
- 嘏王卢六殿前冬季电察天军顶天扶朝纲嘏王让千岁
- 觐王黄为正殿前京内雷镇天军顶天扶朝纲觐王逊千岁
- 宗王吉能胜殿前京外雷镇天军顶天扶朝纲宗王廉千岁
- 服王曾传忠殿前东方雷镇天军顶天扶朝纲服王法千岁
- 事王梁舆琛殿前西方雷镇天军顶天扶朝纲事王宽千岁
- 拱王杨张安殿前南方雷镇天军顶天扶朝纲拱王宏千岁
- 庆王秦日庆殿前北方雷镇天军顶天扶朝纲庆王广千岁
- 贺王秦日来殿前春季雷镇天军顶天扶朝纲贺王大千岁
- 望王黄文安殿前夏季雷镇天军顶天扶朝纲望王欣千岁
- 祜王蓝成春殿前冬季雷镇天军顶天扶朝纲祜王行千岁
- 孝王胡鼎文殿前诛奸助忠顶天扶朝纲孝王美千岁
- 学王胡海隆殿前斩邪留正顶天扶朝纲学王芳千岁
- 慕王谭绍光殿前斩曲留直顶天扶朝纲慕王丰千岁
- 来王陆顺德殿前斩恶留善顶天扶朝纲来王彩千岁
- 趋王黄章桂殿前斩假留真顶天扶朝纲趋王诚千岁
- 戴王黄呈忠殿前戮魔尊天顶天扶朝纲戴王纯千岁
- 铭王张力趋殿前灭妖救人顶天扶朝纲铭王固千岁
- 心王侯贤提殿前锄暴树仁顶天扶朝纲心王健千岁
- 首王范汝增殿前捕寇安良顶天扶朝纲首王灵千岁
- 解王蓝泰义殿前催下贡上顶天扶朝纲解王征千岁
- 贡王梁凤超殿前送往迎来顶天扶朝纲贡王长千岁
- 航王唐正才殿前济川涉远顶天扶朝纲航王撑千岁
- 挺王刘得功殿前燮理阴阳顶天扶朝纲挺王强千岁
- 纳王郜永宽殿前除害兴利顶天扶朝纲纳王远千岁
- 慰王朱兆英殿前劾私保公顶天扶朝纲慰王实千岁
- 归王邓光明殿前恒顶天日顶天扶朝纲归王□千岁
- 扬王李明成殿前诚对天日顶天扶朝纲扬王□千岁
- 梯王练业坤殿前顶天扶朝纲梯王真千岁
- 荣王廖发寿殿前顶天扶朝纲荣王劳千岁
- 宁王张学明殿前顶天扶朝纲宁王□千岁
- 奖王陶金会殿前顶天扶朝纲宁王□千岁
- 列王徐昌先殿前九门御林顶天扶朝纲列王□千岁
- 列王黄金凤殿前九门御林护驾顶天扶朝纲列王□千岁
- 列王刘得义殿前九门御林护驾顶天扶朝纲列王□千岁

- 康王汪海洋 〈一八六四年封贈〉
- 荊王牛宏升 〈一八六五年遵王華北封贈〉
- 魯王任　柱 〈一八六五年遵王華北封贈〉
- 卫王李蕴泰
- 幼沃王張禹爵 〈一八六五年遵王華北封贈〉
- 梁王張宗禹 〈一八六五年遵王華北封贈〉
- 梁王韩奇峰
- 翰王项大英
- 然王陈时永
- 成王陈聚成
- 直王林得英
- 佐王黄和锦
- 祐王李远继
- 纪王黄金爱
- 淮王邱遠才 〈一八六一年封贈〉
- 勇王龚得树 〈一八六一年歿後贈封〉
- 偕王譚體元 〈一八六二年封贈〉
- 隋王杨柳谷
- 跟王蓝仁得
- 潮王黄子隆
- 湘王黄子澄
- 昭王黃文英
- 谟王袁宏谟
- 會王蔡元隆 「仁天義」
- 凛王刘肇钧
- 祥王黄隆芸
- 森王侯管胜
- 贵王陈得顺
- 比王钱桂仁  〈一八六四年封贈〉
- 肇王梁輿琛
- 誌王陈志书
- 佩王冯真林
- 力王张潮爵
- 养王吉庆元
- 广王李恺顺
- 乐王谭应芝
- 比王伍貴文
- 寧王周文佳
- 郛王陈占榜
- 顯王袁得厚
- 邹王周林保
- 燕王陈太常
- 享王刘裕鸠
- 穆王苏　喜
- 譽王李瑞生
- 奏王赖世就
- 曹王黄金锐
- 康王汪安钧
- 武王汪有维
- 穰王黄绍忠
- 利王朱兴隆
- 兑王许连芳
- 松王陳德風
- 慰王朱兆英
- 比王钱桂仁
- 稽王吴玉堂
- 德王唐日荣
- 恋王赖昌永
- 周王汪起贤
- 节王覃瑞麒
- 梦王董金泉
- 麟王朱雄邦
- 甘王白晖怀
- 献王王文发
- 著王许茂才
- 藩王黄万兴
- 视王黄享乾
- 拥王陈赞明
- 为王侯裕宽
- 有王黄盛乾
- 愉王宾福寿
- 虔王姚克刚
- 式王萧三发
- 浓王李秀辉
- 开王赖永扬
- 模王萧朝兴
- 依王张兆安
- 祝王卢文从
- 颂王张善超
- 播王练顺森
- 念王方营宗
- 问王孙茂升
- 劝王万镇坤
- 丹王刘胜邦
- 重王黄四福
- 梁王凌郭钧
- 感王陈　荣
- 怀王周　春
- 幼怀王周祉福
- 怀王邱朝贵
- 陪王谭　富
- 幼陪王谭　标
- 沛王谭　星
- 文王蓝朝柱
- 贤王蓝朝元
- 端王蓝朝鼎
- 献王黄玉秀
- 赞王赖阿养
- 凤王胡永祥
- 庄王吉志元
- 沐王何震川
- 汉王曾钊扬
- 周王汪麻子

- 列王：李萬財、徐朗、林彩新、黄益顺、黄匡顺、李海清、黄吉建、金友顺、邱国文、洪桂芳、邱万顺、侯严威、古宗成、方成宗、黄悰保、朱义德、林政扬、萧雅泗、傅振纲

## 评价
- 王洪仁玕评价道：有实力者互不相让，「各守疆土 ，招兵固寵」，不顾大局。[2]
- 忠王李秀成亦认为败亡之一大失误即是滥封王位。[2]
- 曾国藩认为：「黨羽無定數 ，酋長無定謀 ，…… 偽王 …… 不甚服偽天王 、忠王之調度 ，各爭雄長 ，苦樂不均 ，敗不相救」，「此王所踞之地 ，常為彼王劫掠」。[2]
- 李鴻章説 ：「增封多王 ，內亂猜忌 ，愈散漫不可制」。[2]
- 左宗棠説 ：「賊中偽王 …… 彼此猜忌 ，勢不相下」。[2]